# غارة البصية
غارة الإخوان على البصية وقعت في مساء 5 تشرين الثاني/نوفمبر سنة 1927م. حينما هاجمت قوات من الإخوان، تتألف أساسا من قبيلة مطير تابعة لفيصل الدويش، هجموا على مخفر شرطة حدودي عراقي بناحية بصية بلواء ناصرية المنتفق بجنوب المملكة العراقية، حيث أغار الإخوان على المخفر الذي بينه وبين الحدود العراقية النجدية 75 ميلاً، فأسفر عن سقوط نحو 20 ضحية من كلا الجانبين. وأصبح هذا الهجوم في وقت لاحق بداية لما عرف باسم تمرد الإخوان (1929-1930).

## وصف الصحافة العراقية
ذكرت مجلة لغة العرب "أن جماعة من أعراب (المطير) من (الأخوان) هجمت على المخفر في مساء ذلك اليوم وذبحت خمسة من رجال الشرطة وجرحت السادس جروحا بليغة إلا انه تمكن من الهرب. وذبحت اثنتي عشر عاملا عراقيا ولم يسلم إلا واحد من الثلاثة عشر الذين كانوا هناك للشغل؛ غير أن هذا أيضاً جرح جروحا عظيمة وهرب. وكان مع أحد العَمَلة امرأتُه فذبحت هي أيضاً وأبقوا الطفلة التي كانت معها.
وحينما بلغ الخبر إلى أصحاب الحل والعقد أرسلت متصرفية الناصرية جماعة من الشرطة إلى مكان الواقعة فوجدت جثث القتلى وقد مثل بها الأخوان أفظع تمثيل؛ ثم طارت الطيارات الإنكليزية من (الشعيبة) لتؤدب أولئك القساة فأحسنت تأديبهم وكلفتهم خسائر".

## الهوامش
- «1»:

في آذار سنة 1922 ذكر جعفر العسكري أنه كان حينئذٍ اتفاق مُبرم بين الملك فيصل الأول والمندوب السامي على أن تكون الحكومة البريطانية مسؤولة عن الدفاع عن جانب دجلة الأيسر وعن العمارة والبصرة، أما الحكومة العراقية فتكون مسؤولة عن الدفاع عن جانب دجلة الأيمن وعن جانبي الفرات الأيمن والأيسر والمنتفك إلى تلعفر شمالاً بشرط أن تؤازرها قوة الطيران الإنكليزية، وعلى هذا فإن الدفاع عن حدود العراق تجاه الإخوان يقع على عاتق الحكومة العراقية.